# Teatry stodolane na Litwie

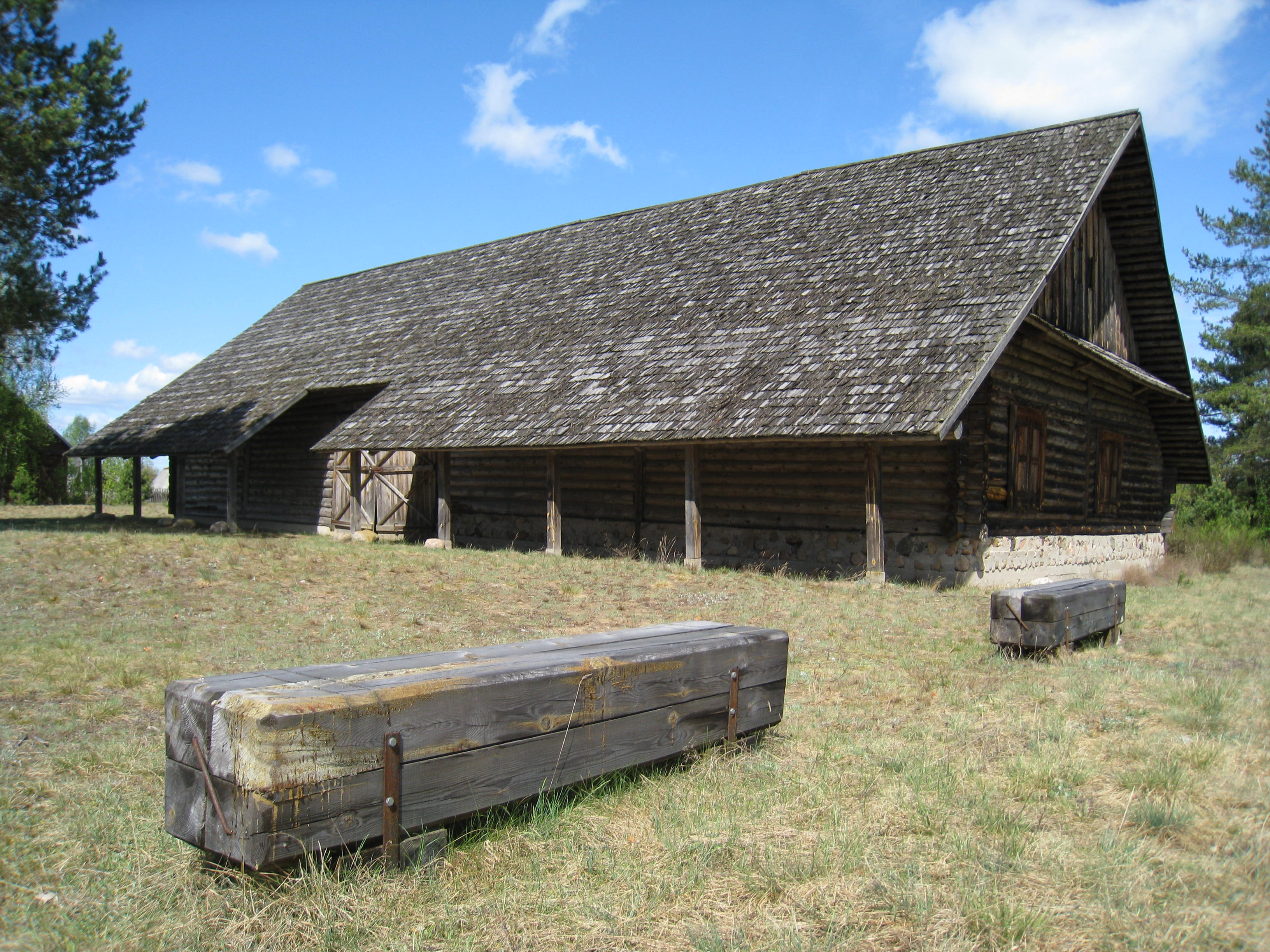
Stodoła w Margionys, w której mieści się teatr stodolany

Teatr stodolany (lit. klojimo teatras) – litewska tradycja organizowania amatorskich przedstawień teatralnych i koncertów muzycznych w stodołach.
Praktyka ta wywodzi się z okresu litewskiego odrodzenia narodowego (koniec XIX wieku – I wojna światowa ), kiedy to Litwa była częścią Imperium Rosyjskiego, a język i kultura litewska były tłumione. Zadaniem teatru stodolanego było wtedy podtrzymywanie litewskiego patriotyzmu. Stodoły mogły pomieścić sporą publiczność, latem też zazwyczaj stały puste, stąd to w nich zaczęto na wsiach organizować patriotyczne wieczorki litewskie. Stodoły i drogę do nich dekorowano zielonymi roślinami oraz samodzielnie wykonanymi latarenkami. Reżyserami i wykonawcami przedstawień byli mieszkańcy wsi, często niepiśmienni, stąd ról uczono się na pamięć lub częściowo improwizowano. Do charakteryzacji używano materiałów z codziennego wiejskiego życia – buraków, mąki, roślin. Oprócz przedstawień, podczas wieczorków w stodołach wykonywano także piosenki ludowe czy recytowano poezję. Wieczory w stodołach były bardzo popularne, przyczyniały się do edukacji społeczeństwa, a ich atmosfera wspierała podtrzymywanie litewskiej kultury.
Po roku 1918, kiedy Litwa uzyskała niepodległość, tradycja teatrów stodolanych została w większości przerwana, z wyjątkiem Wileńszczyzny, która została włączona do II Rzeczypospolitej.  
W 1929 roku z inicjatywy Juozasa Gaidysa powstał teatr stodolany we wsi Margionys. Tradycja organizowania tam przedstawień została przywrócona w latach 90. XX wieku i trwa nadal w XXI wieku. W 1983 roku w Agluonėnai założono teatr stodolany, który działa do dzisiaj. 
Tradycja litewskiego teatru stodolanego podtrzymywana jest także przez litewskie instytucje kultury w Polsce. Teatry stodolane działają w Puńsku (najstarszy litewski teatr stodolany w Polsce, działający od 1958 roku), Sejnach i Suwałkach. W Puńsku odbywa się również co roku Festiwal Teatrów Stodolanych, w którym biorą udział zespoły z Polski i Litwy.    